# Миртоцветные
Миртоцве́тные (лат. Myrtales) — по современной классификации APG IV порядок цветковых растений, насчитывающий по состоянию на декабрь 2023 года 9 семейств, 367 родов и 15 365 ботанических видов. Порядок включается в дочернюю кладу Мальвиды, последовательно входящую в более крупные клады Розиды → Суперрозиды → Эвдикоты → Цветковые растения.

## Классификация
Ранняя система классификации Кронквиста (1981) для порядка миртоцветных выглядела следующим образом:
- Sonneratiaceae — Зоннератиевые
- Lythraceae — Дербенниковые
- Penaeaceae — Пенеевые
- Crypteroniaceae — Криптерониевые
- Thymelaeaceae — Волчеягодниковые
- Trapaceae — Рогульниковые
- Myrtaceae — Миртовые
- Punicaceae — Гранатовые
- Onagraceae — Кипрейные
- Oliniaceae — Олиниевые
- Melastomataceae — Меластомовые
- Combretaceae — Комбретовые
- Alzateaceae — Альзатеевые
- Memecylaceae — Мемециловые
- Rhyncocalycaceae — Ринхокаликсовые

В современной системе APG IV (2016) в порядок включено 9 семейств:
1. Alzateaceae, монотипное с 1 родом Alzatea и 1 видом
2. Combretaceae — Комбретовые — 10 родов, 593 вида
3. Crypteroniaceae — Криптерониевые — 3 рода, 12 видов
4. Lythraceae — Дербенниковые — 29 родов, 690 видов
5. Melastomataceae — Меластомовые — 164 рода, 6 353 вида
6. Myrtaceae — Миртовые — 127 родов, 6 581 вид
7. Onagraceae — Кипрейные, или Ослинниковые — 22 рода, 807 видов
8. Penaeaceae — Пенеевые — 4 рода, 38 видов
9. Vochysiaceae — Вошизиевые — 8 родов, 242 вида

### Таксономическое положение
- Myrtales Juss. ex Bercht. & J. Presl, 1820, Prir. Rostlin 233

Порядок Миртоцветные включается в дочернюю кладу Мальвиды, последовательно входящую в более крупные клады Розиды → Суперрозиды → Эвдикоты → Цветковые растения. Таксономическая схема в соответствии с Системой APG IV по состоянию на декабрь 2023 года:
|  |                          |  |                                   | порядок Миртоцветные |  | 9 семейств |  | 367 родов |  | 15 365 видов |
|  |                          |  |                                   | порядок Миртоцветные |  | 9 семейств |  | 367 родов |  | 15 365 видов |
|  | клада Цветковые растения |  |                                   |                      |  |            |  |           |  |              |
|  |                          |  |                                   |                      |  |            |  |           |  |              |
|  |                          |  | ещё 63 порядка цветковых растений |                      |  |            |  |           |  |              |
|  |                          |  |                                   |                      |  |            |  |           |  |              |

## Галерея

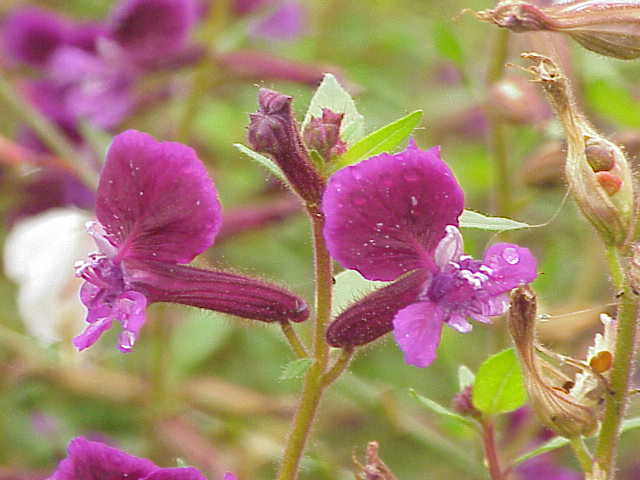
Куфея иссополистная (Cuphea hyssopifolia)
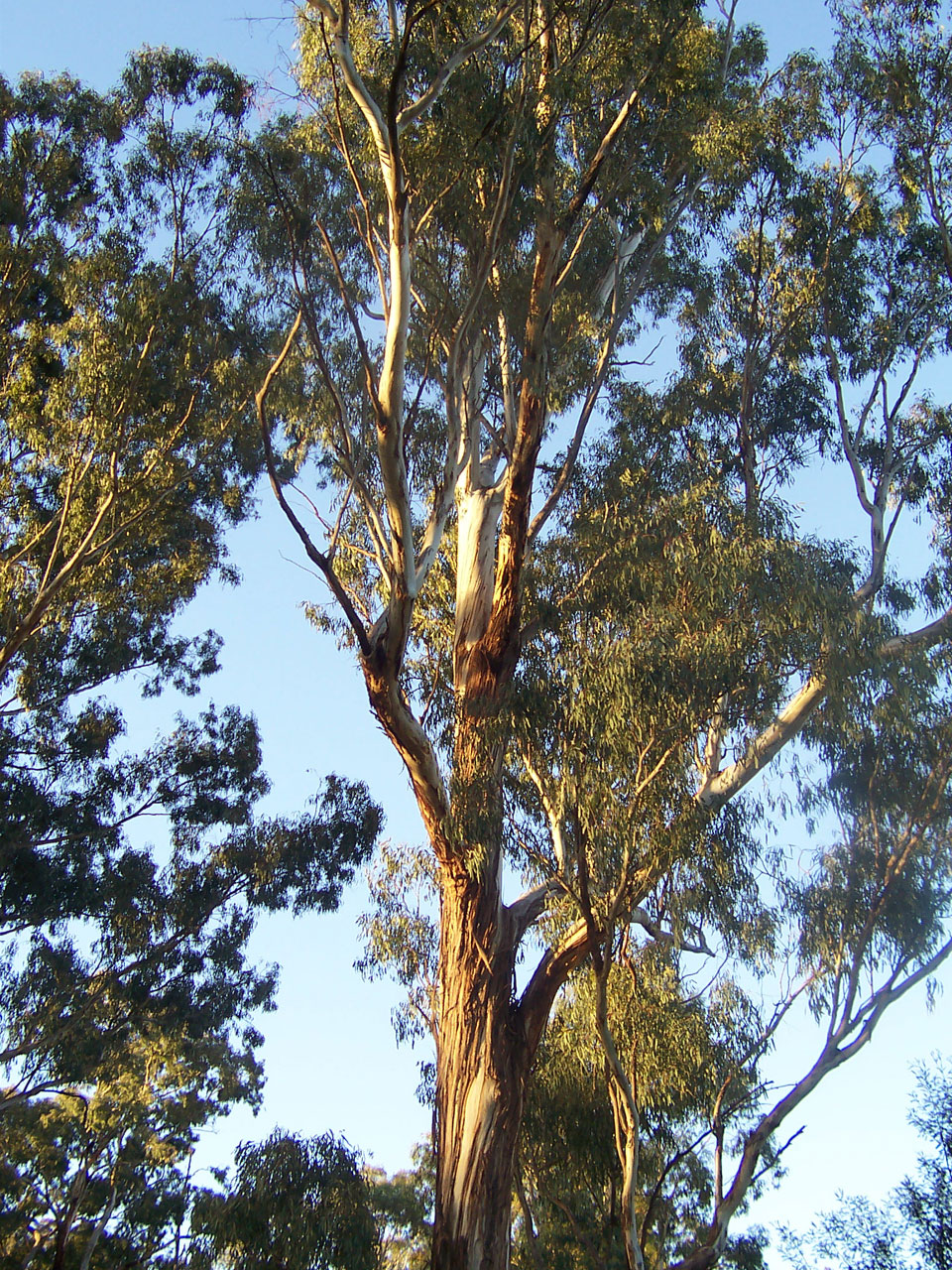
Эвкалипт (Eucalyptus)
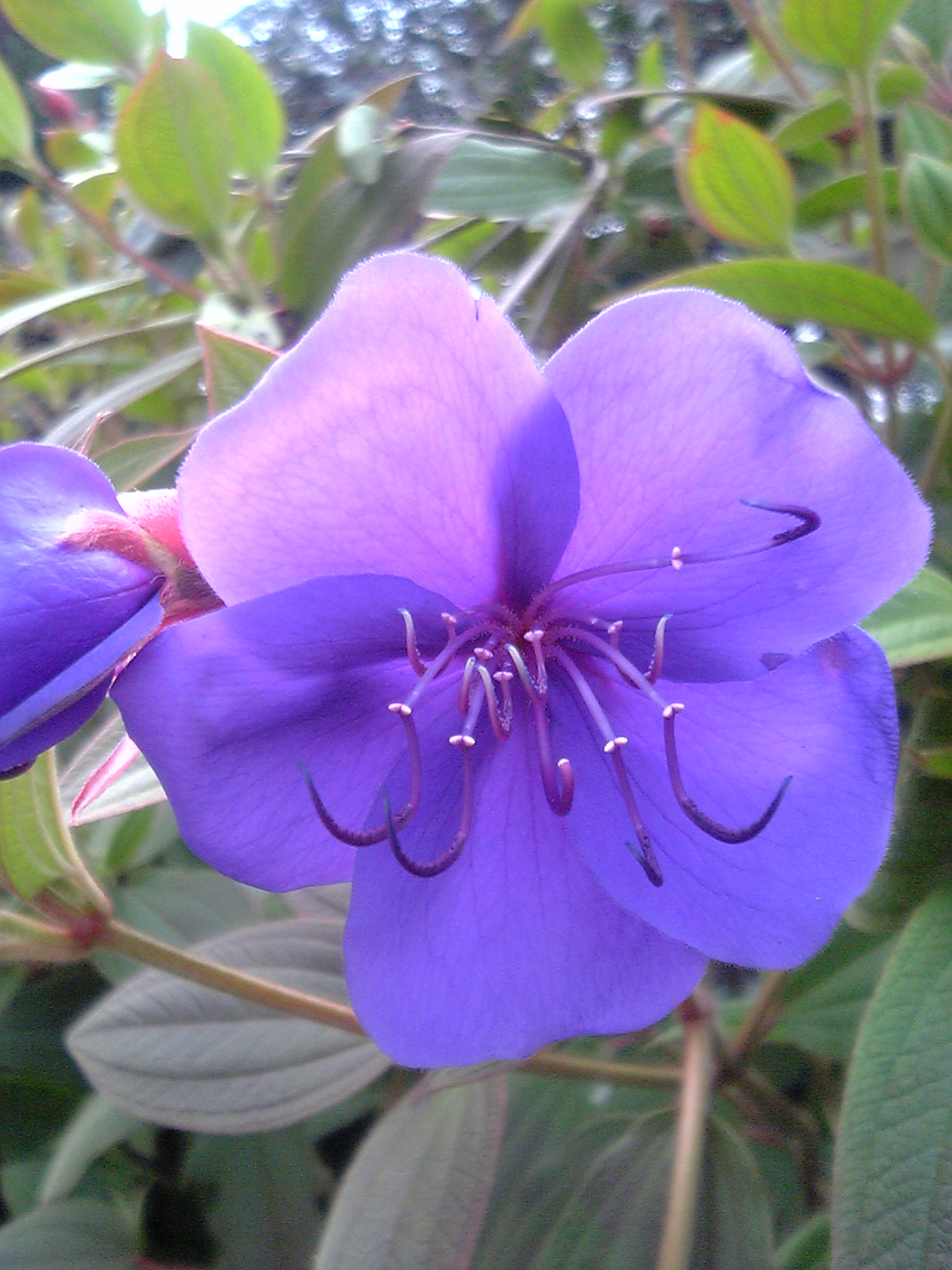
Тибучина Урвиля (Tibouchina urvilleana)
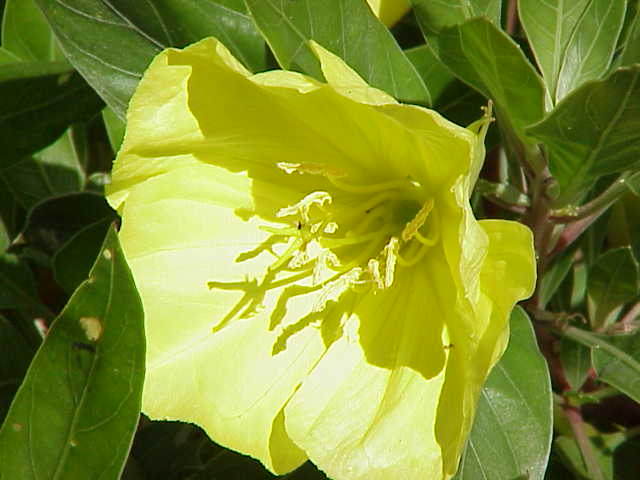
Энотера миссурийская (Oenothera missouriensis)